# Viceministerio de Pesca y Acuicultura del Perú
El Viceministerio de Pesca y Acuicultura del Perú es el Despacho Viceministerial dependiente del Ministerio de la Producción encargado de formular, desarrollar y supervisar la política de pesca y acuicultura.

## Funciones
- Formular, coordinar, ejecutar y supervisar la política de desarrollo de pesca y acuicultura, de conformidad con la respectiva política nacional
- Proponer planes nacionales y sectoriales, programas y proyectos, para el desarrollo de la pesca y acuicultura, en el marco de la Política Nacional y Sectorial de Pesca y Acuicultura, respectivamente
- Proponer o aprobar normas, lineamientos y estrategias, entre otros, sobre el desarrollo sostenible de pesca y de acuicultura en el marco de sus competencias
- Proponer o aprobar normas y lineamentos para el funcionamiento y supervisión del Sistema Nacional de Acuicultura - SINACUI, así como para controlar y velar por el cumplimiento de las obligaciones vinculadas a la acuicultura
- Coordinar, orientar y supervisar las actividades que desarrollan los órganos y programas del Ministerio, bajo su competencia y los organismos públicos adscritos, del subsector pesca y subsector acuicultura
- Ejercer las funciones de autoridad de administración y ejecución para el acceso a los recursos genéticos de origen hidrobiológicos, en el marco de a normatiadad vigente y en coordinación con el ente rector y otras autoridades sectoriales competentes en la matera.
- Ejercer la función de autoridad administrativa CITES para los especímenes de las especies hidrobiológicas marinas y continentales
- Formular y supervisar la normatividad y otros instrumentos en el uso de la biotecnología y recursos hidrobiológicos, de conformidad con las política, y planes sectoriales y nacionales. respectivamente. y sistemas funcionales. en el marco de la normativa vigente
- Proponer o aprobar normas, lineamentos y directivas nacional. y sectoriales, acerca de la introducción de especies hidrobiológicas con fines de acuicultura, en el marco de la normativa nacional y de los acuerdos internacionales, en coordinación con el Ministerio de Relaciones Exteriores.
- Promover la investigación, el desarrollo tecnológico y la innovación en acuicultura
- Impulsar programas, proyectos y acciones para fortalecer la cadena productiva en materia acuícola
- Promover el diseño y desarrollo de mercados y actividades productivas vinculadas al ámbito pesquero y acuícolas, generando una mayor competitividad, inversión e inclusión social
- Promover la constitución y formación de alianzas público-privadas para incentivar la inversión en mercados orientados al desarrollo pesquero y acuícolas, en el marco de la normativa vigente
- Promover el consumo de recursos hidrobiológicos y de aquellos derivados con valor agregado
- Supervisar la aplicación de las normas para la lucha contra la pesca ilegal no declarada y no reglamentada, en coordinación  con las autoridades competentes
- Establecer estrategias para la prevención, neutralización y solución de conflictos, en coordinación con los otros niveles de gobierno y la sociedad civil
- Emitir Resoluciones Viceministeriales en el ámbito de sus competencias
- Aprobar, suscribir, ejecutar y supervisar, cuando corresponda, convenios, acuerdos, actos, entre otros, interinstitucionales en las materias de su competencia
- Representar al Ministro por delegación o por mandato legal
- Otras funciones que se le deleguen y aquellas que correspondan por normativa expresa

## Estructura
- Dirección General de Políticas y Análisis Regulatorio en Pesca y Acuicultura
- Dirección General de Pesca Industrial
- Dirección General de Pesca Artesanal
- Dirección General de Acuicultura
- Dirección General de Supervisión Fiscalización y Sanción
- Dirección General de Asuntos Ambientales Pesqueros y Acuícolas

## Lista de viceministros

### Viceministros de Pesquería
- Eduardo Falcone León (1983)
- Emilio Rodríguez Larraín Salinas (1983-1985)
- Nelson Cárdenas (1985-1986)
- Agustín Ruiz Camero (1986-1988)
- Ismael Prevost (1988-1989)
- Jorge Vértiz (1989)
- Enrique Sánchez (1989-1990)
- Pedro Arturo Handabaka García (1995-2000)
- Álvaro Valdéz Fernández Baca (2000-2001)
- Julio Gregorio Gonzales Fernández (2001-2002)
- Leoncio Álvarez Vásquez (2002-2004)
- Alfonso Miranda Eyzaguirre (2004)
- Alejandro Jiménez Morales (2004-2005)
- Alfonso Miranda Eyzaguirre (2005-2009)
- Elsa Galarza Contreras (2009-2010)
- María Isabel Talledo Arana (2010-2011)[1]
- Rocío Barrios Alvarado (2011-2012)
- Patricia Majluf Chiok (2012)[2]
- Eduardo Guillermo Emilio Pastor Rodríguez (2012)
- Paul Phumpiu Chang (2012-2014)[3]
- Juan Carlos Requejo Alemán (2014-2016)[4]
- Héctor Soldi Soldi (2016-2018)

### Viceministros de Pesca y Acuicultura
- Javier Fernando Miguel Atkins Lerggios (2018-2019)
- María del Carmen Abregú Báez (2019-2020)
- Úrsula Desilú León Chempén (2020-2021)
- Gabriel Gerardo Salazar Vega (2021-2022)
- Úrsula Desilú León Chempén (2022-2024)
- Jesús Eloy Barrientos Ruiz (2024-)